# Wielfresen
Wielfresen là một đô thị thuộc huyện Deutschlandsberg thuộc bang Steiermark, nước Áo. Đô thị Wielfresen có diện tích 43,84 km², dân số thời điểm cuối năm 2005 là 654 người.